# Sebastapistes
Sebastapistes es un género de peces escorpión nativo del Océano Índico y del Océano Pacífico.

## Especies
El género posee 10 especies reconocidas:
- Sebastapistes ballieui (Sauvage, 1875) (Pez escorpión Spotfin)
- Sebastapistes coniorta O. P. Jenkins, 1903 (Pez escorpión Humpback nohu)
- Sebastapistes cyanostigma (Bleeker, 1856) (Pez escorpión con manchas amarillas)
- Sebastapistes fowleri (Pietschmann, 1934) (Pez escorpión pigmeo)
- Sebastapistes galactacma O. P. Jenkins, 1903 (Pez escorpión galactacma)
- Sebastapistes mauritiana (G. Cuvier, 1829) (Pez escorpión Spineblotch)
- Sebastapistes nuchalis (Günther, 1874)
- Sebastapistes strongia (G. Cuvier, 1829) (Pez escorpión Barchin)
- Sebastapistes taeniophrys (Fowler, 1943)
- Sebastapistes tinkhami (Fowler, 1946) (Pez escorpión con manchas oscuras)